# Tyra Misoux

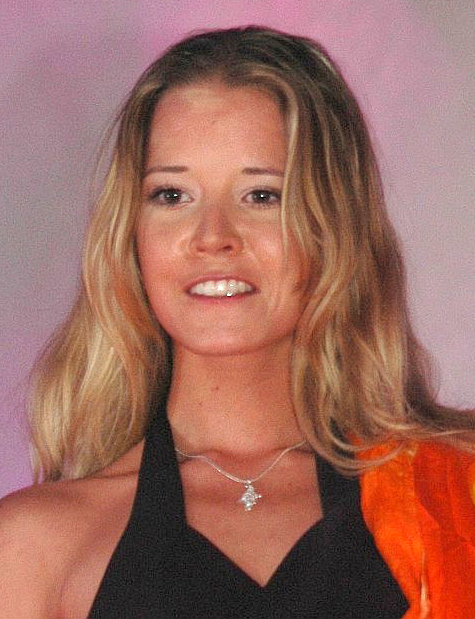
Tyra Misoux (2005)

Tyra Misoux, weitere Künstlernamen sind auch Jasmin, Lexi, Leonie Love, Myriam Love (* 3. Januar 1983 in Steinfurt) ist eine deutsche ehemalige Pornodarstellerin.

## Leben und Karriere
Tyra Misoux wuchs in Berlin auf, wo sie auch die Schule besuchte und eine Berufsausbildung zur Erzieherin absolvierte. Entdeckt wurde sie 2001 von den deutschen Produzenten Nils Molitor und Klaus Goldberg in der Berliner Diskothek Ku’dorf. Kurz nach ihrem 19. Geburtstag stieg sie im Februar 2002 ganz in die Pornografie-Branche ein. Ihr Künstlername Tyra Misoux ist eine Verballhornung von Tiramisu. Die Produzenten veröffentlichten 2002 mit ihr den Film Die megageile Küken-Farm. Im selben Jahr wurde sie beim Venus Award als beste Nachwuchsdarstellerin nominiert, 2004 auf der Venus als Beste Darstellerin und 2008 mit dem Eroticline Award als Beste Darstellerin Deutschland ausgezeichnet.
2006 erschien der Film Elementarteilchen nach dem gleichnamigen Buch des französischen Autors Michel Houellebecq, in dem sie in einer kleinen Nebenrolle eine Kellnerin spielt. 2007 (co-)moderierte sie die Sendung La Notte auf 9Live. Außerdem ist sie in kleineren Szenen neben Simon Gosejohann in seiner Sendung Comedystreet zu sehen. Ende 2007 spielte sie in der deutschen Liebeskomödie Keinohrhasen mit den Hauptdarstellern Til Schweiger und Nora Tschirner eine Pornodarstellerin.
Sie beendete 2008 ihre Porno-Laufbahn. Im September 2008 erschien ihre letzte Porno-Produktion, eine interaktive DVD der österreichischen Regisseurin Renee Pornero mit dem Titel In Bed With Tyra und gleichzeitig die erste interaktive DVD, die bei Magmafilm erschien.

## Filmografie
| 2002: - Die megageile Küken-Farm - Der turbogeile Blumenladen - Versaute Teeny-Sex-Parties - Teeny Car Wash Center - Ein Sommertagstraum - Die Magma Pornoparty - Lollipops 16 - Klinik der Lust - Hotel Fickmichgut - Der Fluch des Scheichs - Anja Juliette Laval: Private Collection - Die 8. Sünde - Achtzehneinhalb 18 2003: - Tyra Misoux… süß wie Schokolade… - Teeny Fantasien (ihre erste Anal-Szene) - Sexy Business - Objekt der Begierde - Der megascharfe Waschsalon - Live im Sexshop 2004: - Verrückt nach Tyra - Tyra Misoux – Süßer als Schokolade! - Schwere Jungs & leichte Mädchen - Ohne Bockschein darf kein Bock rein! - Magmas superheiße Star Revue - Kleine Luder - Katsumi Provocation - Auf die ganz harte Tour - Anja Juliette Laval: Die unschuldige Schönheit | 2005: - Porn Hard Art - Akademie der Lüste - Models 2006: - Was wäre, wenn…? - V Dreams Vol. 3 - V Dreams Vol. 4 - Tyras sinnlicher Duft - Prof. F. Stein oder Ich baue mir meine Traumfrau - Pink Detective und der Slip-Schnüffler - Bezaubernde Tyra - Elementarteilchen 2007: - Eine verhängnisvolle Wette - Der Spiegel deiner Leidenschaft - Das Sex-Leben der Anderen - Keinohrhasen 2008: - Annina Superstar - Body Switch - Das süßeste Betthäschen - In Bed with Tyra - 1½ Ritter – Auf der Suche nach der hinreißenden Herzelinde (Statistenrolle als Kommunenmädchen) 2009: - Comedystreet (Pro7) |

## Auszeichnungen und Nominierungen
- 2002: Venus Award Nominierung – „Best New Female Starlet“
- 2003: Erotic Festival of Brussels, „Best German Newcomer“
- 2004: Venus Award, „Best German Actress“
- 2008: Eroticline Award, „Best German Actress“